# Aeropuerto de Linden
El Aeropuerto de Linden (en inglés: Linden Airport) (ICAO: SYLD) es el nombre que recibe un aeropuerto que sirve a Linden, la ciudad capital de la región del Alto Demerara- Berbice en el país sudamericano de Guyana.
El aeropuerto se encuentra a una altitud de 180 pies (55 m) sobre el nivel medio del mar. Cuenta con dos pistas designadas 11/29 con una superficie de asfalto que mdie 5000 por 98 pies (1.524 m × 30 m).